# Haus der Geschichte
Das Haus der Geschichte der Bundesrepublik Deutschland an der Museumsmeile in Bonn ist ein Museum zur deutschen Zeitgeschichte seit 1945. Mit 850.000 Besuchern jährlich ist es eines der meistbesuchten Museen in Deutschland. Ebenso wie das Zeitgeschichtliche Forum Leipzig, der Tränenpalast am Bahnhof Friedrichstraße und das Museum in der Kulturbrauerei in Berlin ist das Haus Teil der Stiftung Haus der Geschichte der Bundesrepublik Deutschland. Der Sitz der Stiftung ist in Bonn. Der Eintritt ist frei.

## Umfang

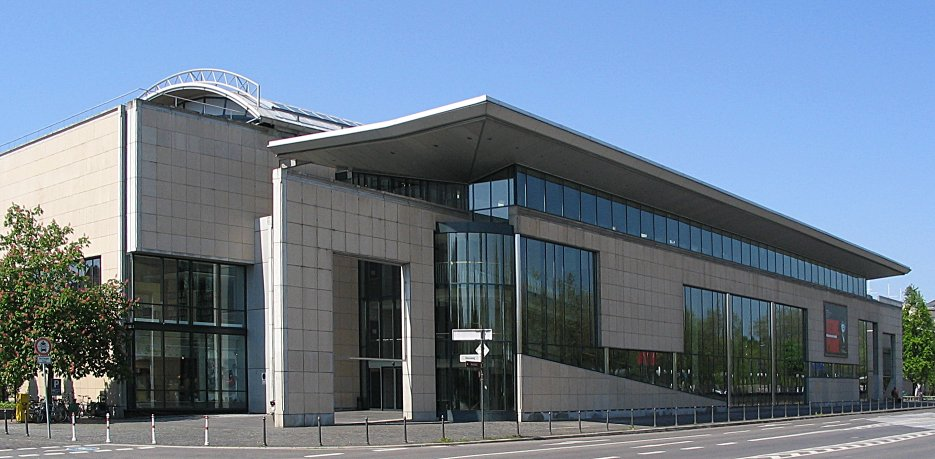
Haus der Geschichte in Bonn (2005)

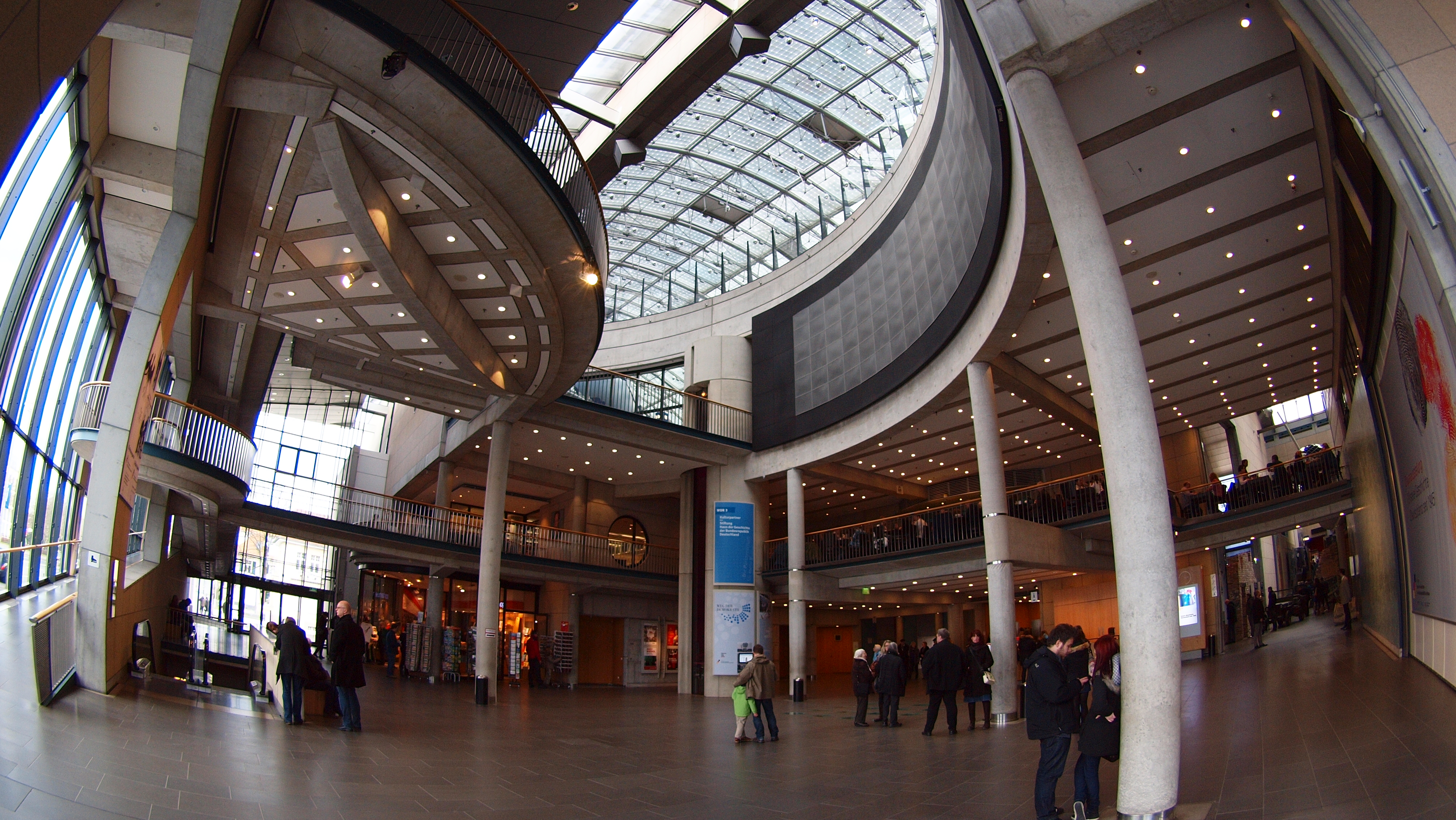
Innenansicht (2014)

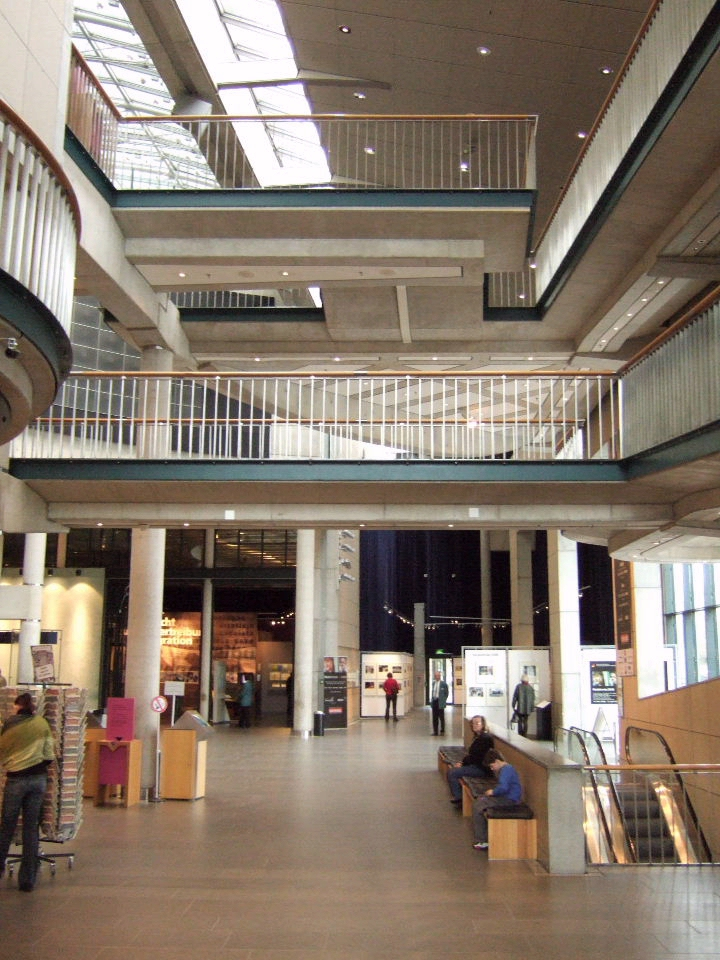
Eingangshalle (2006)

Das Museum zeigt in seiner Dauerausstellung die deutsche Geschichte von 1945 bis zur Gegenwart und setzt in zahlreichen Wechsel- und Wanderausstellungen zusätzliche Akzente. Nach der baulichen Revitalisierung des Kanzlerbungalows zwischen der Villa Hammerschmidt und dem Palais Schaumburg unweit des Museums wird das frühere Atrium-Wohngebäude verschiedener Bundeskanzler seit April 2009 durch die Stiftung Haus der Geschichte der Bundesrepublik Deutschland betreut, die in dem Bungalow ebenfalls eine Dauerausstellung einrichtete, die über die Geschichte des Gebäudes informiert. Das Haus der Geschichte organisiert Gruppenführungen und Begleitungen durch den Kanzlerbungalow, den früheren Sitz des Bundesrates und das Palais Schaumburg (wegen Sanierungsarbeiten seit 2013 bis etwa 2022 geschlossen), das Besucher zurzeit virtuell besuchen können.

## Geschichte
Bundeskanzler Helmut Kohl forderte direkt nach seinem Amtsantritt in seiner Regierungserklärung vom 13. Oktober 1982, „daß möglichst bald in der Bundeshauptstadt Bonn eine Sammlung zur deutschen Geschichte seit 1945 entsteht, gewidmet der Geschichte unseres Staates und der geteilten Nation.“ Im darauf folgenden Jahr konkretisierte er seine Vorstellungen in einer weiteren Regierungserklärung. 1986 begann die Umsetzung dieses Auftrages in Bonn mit dem Aufbau einer historischen Sammlung, der Planung einer Dauerausstellung und dem Bau des Museumsgebäudes. Der Deutsche Bundestag beschloss 1990 das Gesetz zur Errichtung einer selbständigen Stiftung öffentlichen Rechts. Das Museum wurde am 14. Juni 1994 von Helmut Kohl eröffnet. Erster Präsident der Stiftung war fast 20 Jahre lang Hermann Schäfer, von Juni 2007 bis Dezember 2021 führte Hans Walter Hütter die Geschäfte der Stiftung. Seit Januar 2022 ist Harald Biermann Präsident der Stiftung.

## Bau
Das Museumsgebäude wurde 1985 von dem Architektenehepaar Ingeborg und Hartmut Rüdiger aus Braunschweig im Rahmen eines zweistufigen, offenen und bundesweiten Architekturwettbewerbs des Bundes entworfen, nach dessen erster Stufe die sechs erstplatzierten Teilnehmer 1986 zu einer Überarbeitung ihrer Entwürfe gebeten wurden. Im November 1986 erhielt schließlich das Büro Rüdiger & Rüdiger den Bauauftrag. Auf dem Baugrundstück befanden sich zuvor das Ausflugslokal Rheinlust und ein Autohaus. Die Bauarbeiten begannen mit dem ersten Spatenstich am 21. September 1989, der Rohbau mit Montage der Baukräne im April 1990. Am 27. Juni 1991 wurde Richtfest gefeiert und der Neubau schließlich ein Jahr vor der Eröffnung des Museums im Juni 1993 fertiggestellt. Die Baukosten betrugen 115 Millionen DM zuzüglich 15 Millionen DM für die Inneneinrichtung. Der Museumsbau hat eine Gesamtnutzfläche von rund 22.000 m². Für die Dauerausstellung stehen über 4.000 m², für Wechselausstellungen mehr als 800 m² zur Verfügung.
Von März bis November 2017 wurde das aufgrund eines Konstruktionsmangels seit längerem undichte und zuletzt auch teilweise gerissene Glasdach erneuert.

„Das Haus der Geschichte versteht sich als Teil des öffentlichen Raumes. Es ist als Weg konzipiert, als Gang durch die Zeitgeschichte. Dieses Konzept setzt die Architektur konsequent um. (…) Im Gegensatz zu den Kultstätten Kunstmuseum und Bundeskunsthalle (…) ist das Haus der Geschichte ein einladender Ort. Seine Architektur wirkt ungewöhnlich genug, um interessant zu sein. Sie wirkt aber wiederum nicht so fremdartig, daß sich der »Alltagsmensch« von einem Besuch abbringen ließe.“

„Das Museum reflektiert transparentes Denken, demokratische Vielfalt, es öffnet sich den Besuchern. (…) [Es] vermittelt das Gefühl wagender Modernität, strenger Linienführung und Formgebung. Metall und Glas, Beton und Naturstein vereinigen sich zu harmonischer Einheit, geben dem Ganzen Spannkraft, Weite und den Anflug einer kühnen Konstruktion. Das Haus an der Adenauerallee, eingebunden in die Bonner Museumsmeile, setzt einen urbanen Akzent.“

„Der in der Planung überzeugende Bau weist viele Mängel in der Detailbehandlung auf.“

„[E]in Bau, dessen architektonische Gestaltung vom heutigen kunsthistorischen Standpunkt aus noch nicht abschließend eingeordnet werden kann, deren charakteristische, zeittypische Merkmale sich aber gut benennen lassen.“

## Lage
Das Haus der Geschichte befindet sich an der Bundesstraße 9 an der Museumsmeile in der zum Bundesviertel gehörenden Gronau, dem ehemaligen Parlaments- und Regierungsviertel. Wenige Meter südlicher liegen das Kunstmuseum Bonn und die Bundeskunsthalle, die Museen gehören ebenfalls zur Museumsmeile. Diese Museen teilen sich die unterhalb des Hauses der Geschichte gelegene U-Bahn-Haltestelle Heussallee/Museumsmeile an den Strecken Bonn–Bad Godesberg und zur Südbrücke Richtung Königswinter, von wo es einen direkten Zugang ins Kellergeschoss des Museums gibt.

## Dauerausstellung
Die Dauerausstellung im Haus der Geschichte präsentiert die Vergangenheit Deutschlands vom Ende des Zweiten Weltkriegs bis zur Gegenwart. Auf 4000 m² veranschaulichen mehr als 7000 Ausstellungsstücke und 160 Medienstationen deutsche Zeitgeschichte im internationalen Kontext. Der Ausstellungsrundgang ist chronologisch aufgebaut und umfasst gesamtdeutsche Themen ebenso wie die Geschichte der geteilten Nation.
Das Museum legt Wert auf Besucherorientierung sowie auf eine lebendige Darstellung der historischen Ereignisse. Unter dem Leitspruch „Geschichte erleben“ besteht das Konzept darin, historische Objekte „in Szene zu setzen“ und damit für die Besucher zum Leben zu erwecken. Dies geschieht auch unter Verwendung historischer Film- und Tondokumente. Während die politische Geschichte der Bundesrepublik Deutschland und der DDR den roten Faden der Dauerausstellung bildet, ermöglicht die Darstellung von Alltags- und Kulturgeschichte den Besuchern die Auseinandersetzung mit der eigenen Vergangenheit und fördert zudem den Dialog zwischen den Generationen. Neben den Ausstellungen finden im Haus der Geschichte in Bonn zahlreiche wissenschaftliche Tagungen und Veranstaltungen statt.
Informationszentrum
Ein Informationszentrum mit einer Präsenzbibliothek inklusive einer umfangreichen Mediathek ermöglicht die individuelle Vertiefung von historischen Themen. Die ehemalige Bibliothek des Gesamtdeutschen Instituts (Bibliothek zur Geschichte der DDR) gehört seit dem 1. Januar 1994 zum Haus der Geschichte der Bundesrepublik Deutschland und ist in das Informationszentrum integriert. Mit einem über 50 Jahre laufend ergänzten Bestand von mehr als 180.000 Bänden ist sie eine der führenden Sammlungen zur Geschichte der DDR und der innerdeutschen Beziehungen.
Neugestaltung
Im Juli 2001 wurde die erste Neugestaltung der Dauerausstellung fertiggestellt, die einen Schwerpunkt auf die Thematisierung der Wiedervereinigung legte. Nach Vorplanungen ab Herbst 2007 und der Umbauphase ab Oktober 2010 erfolgte am 23. Mai 2011 die Eröffnung der zweiten Neugestaltung der Dauerausstellung im Haus der Geschichte. In ihr nehmen der Kalte Krieg und der Mauerbau einen größeren Platz ein als zuvor. Bei dieser Überarbeitung ist deutlich über die Hälfte der 4.000 m² großen Fläche neu gestaltet worden, auch die U-Bahn-Galerie im Untergeschoss. Die abermals erneuerte aktualisierte Dauerausstellung wurde am 11. Dezember 2017 durch Bundespräsident Frank-Walter Steinmeier wiedereröffnet.
Seit dem 15. September 2024 ist die Dauerausstellung „Unsere Geschichte. Deutschland seit 1945“ geschlossen. Sie wird für 25 Millionen Euro neugestaltet und soll Ende 2025 wiedereröffnen.
Während der Schließzeit zeigt das Museum die Wechselausstellung „Nach Hitler. Die deutsche Auseinandersetzung mit dem Nationalsozialismus“ und bietet Rundgänge durch das Depot an.
Bilder aus der Dauerausstellung

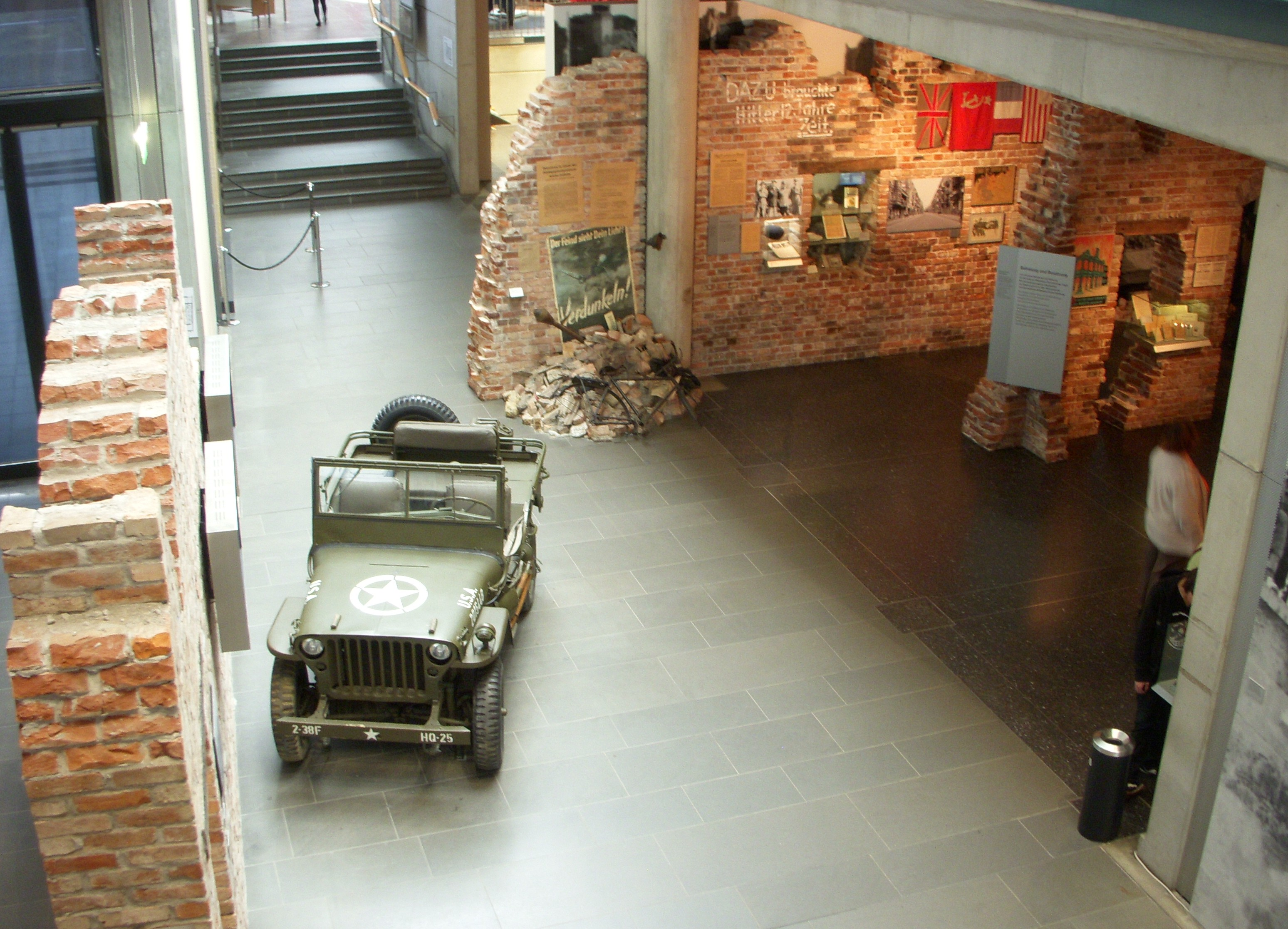
Ende des Zweiten Weltkrieges
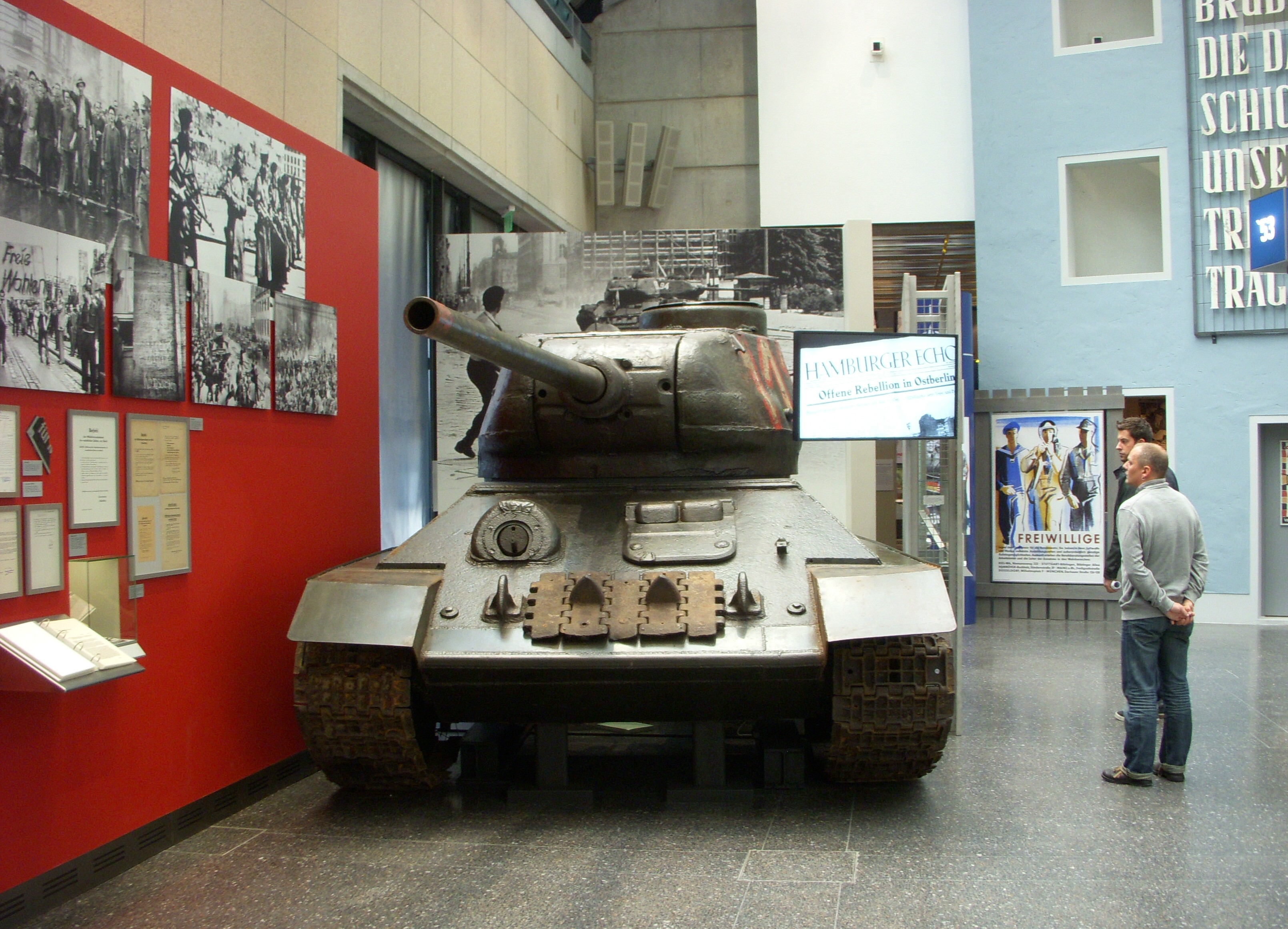
T-34, 17. Juni 1953
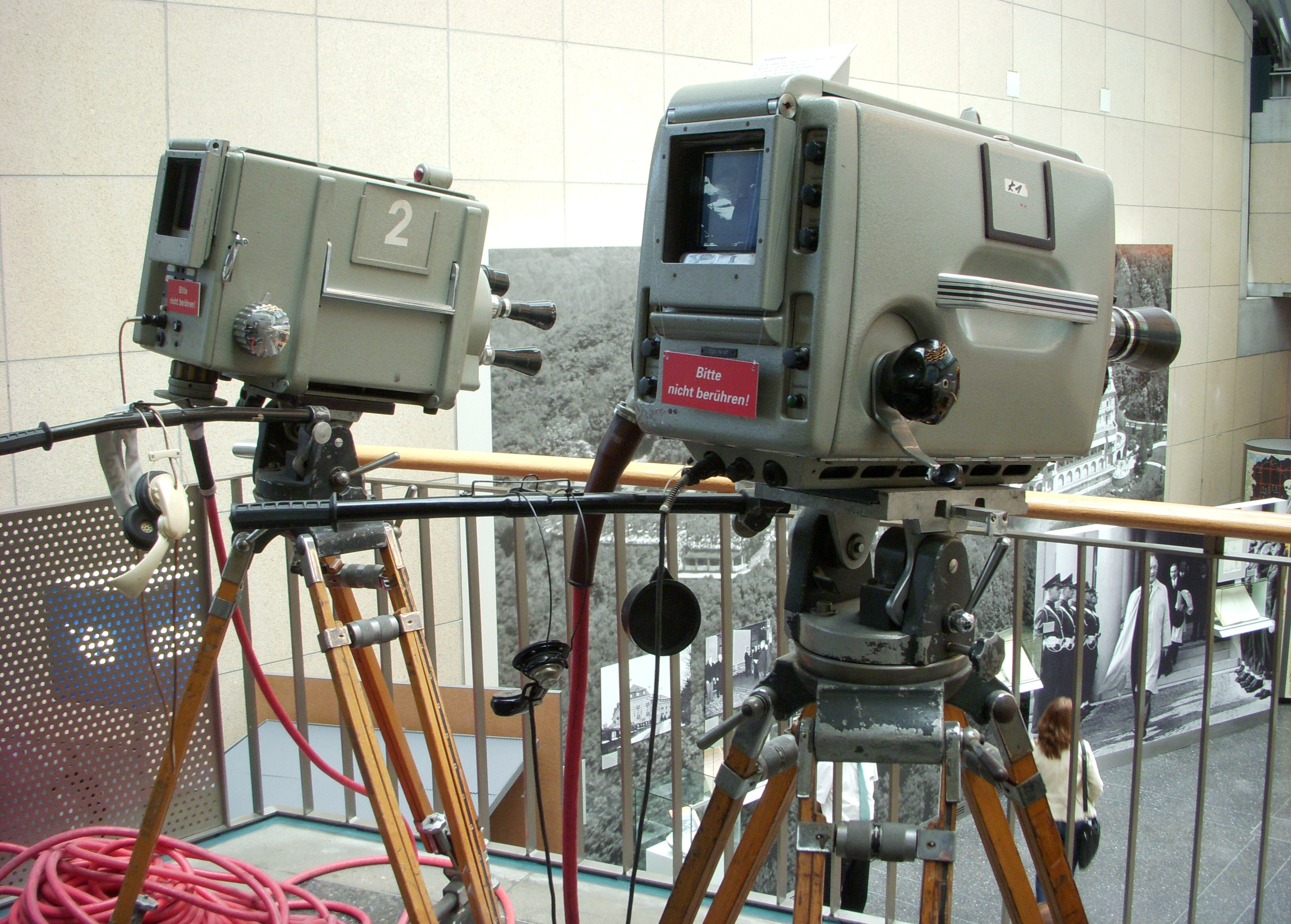
Zwei Image-Orthikon Fernsehkameras, 1956
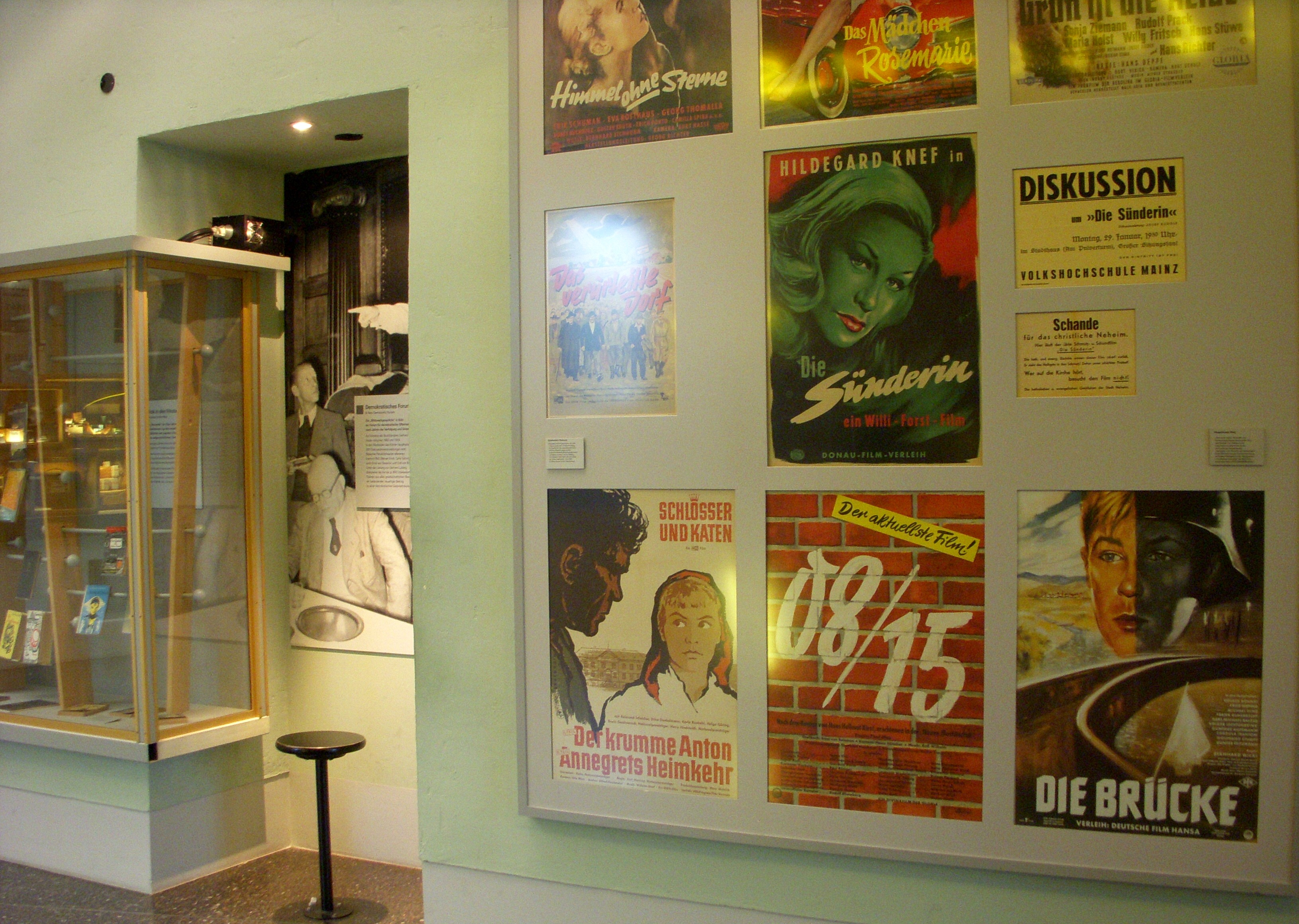
Der deutsche Film in der Nachkriegszeit
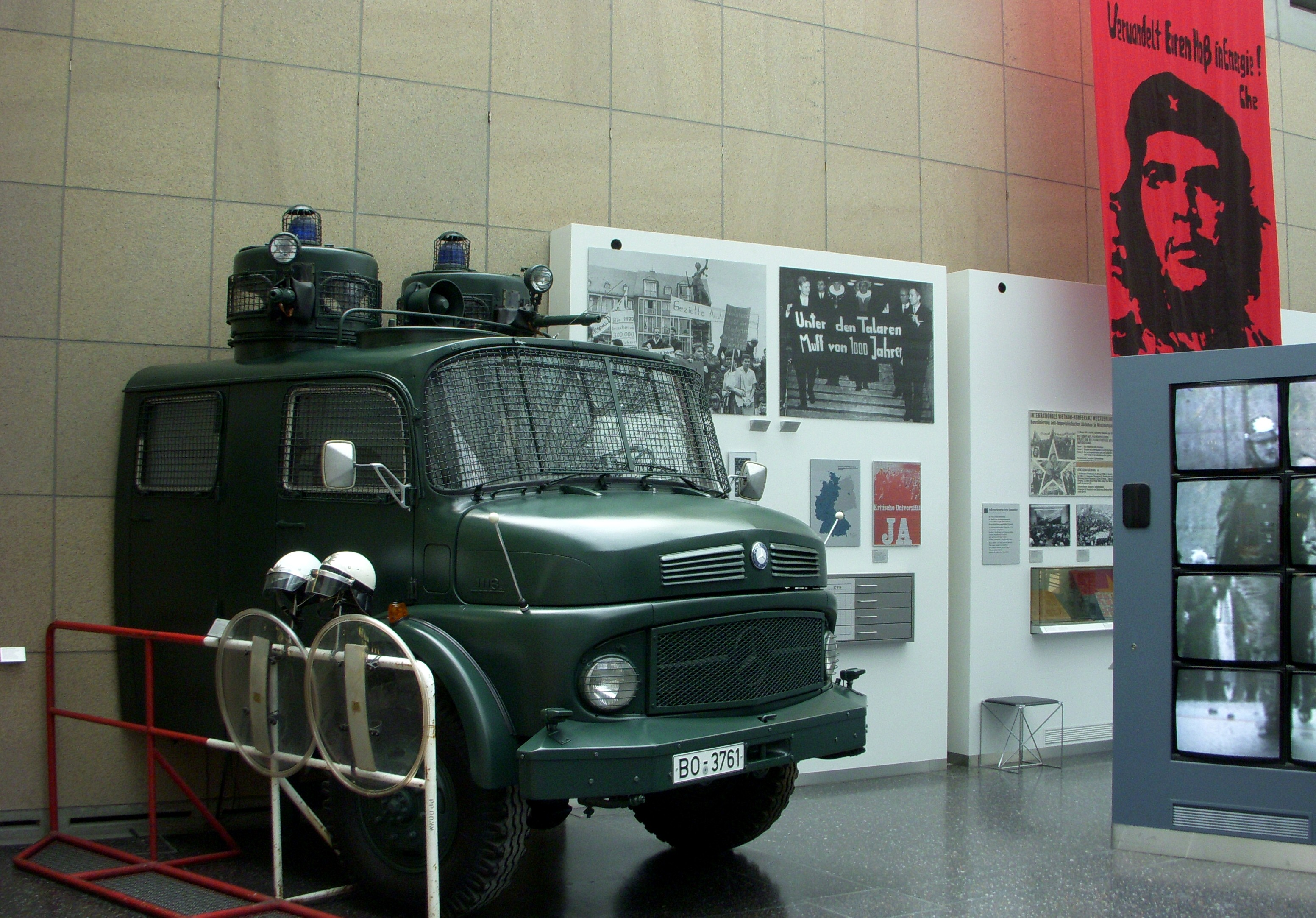
Studentenunruhen
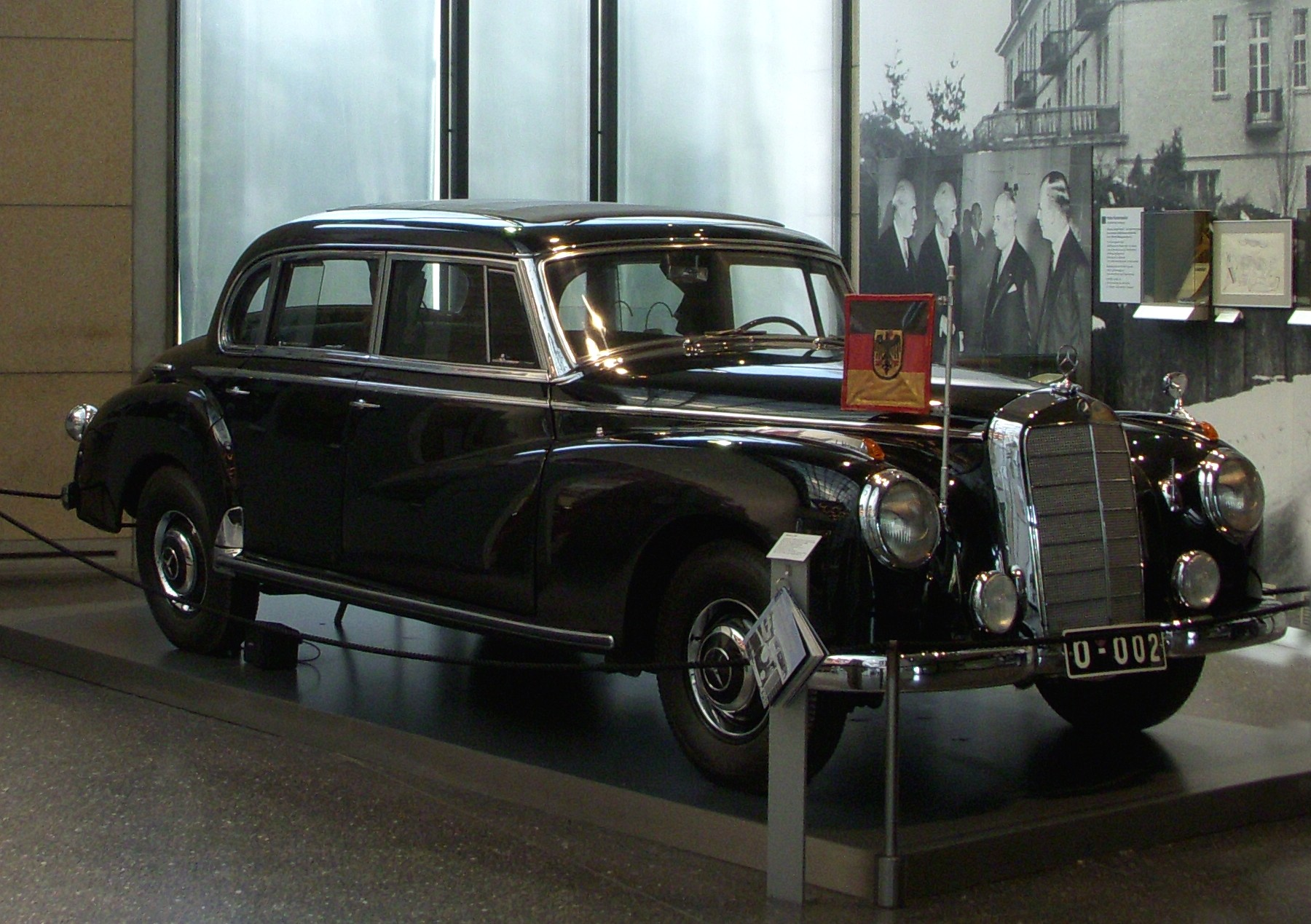
Adenauers Mercedes 300, Dienstwagen
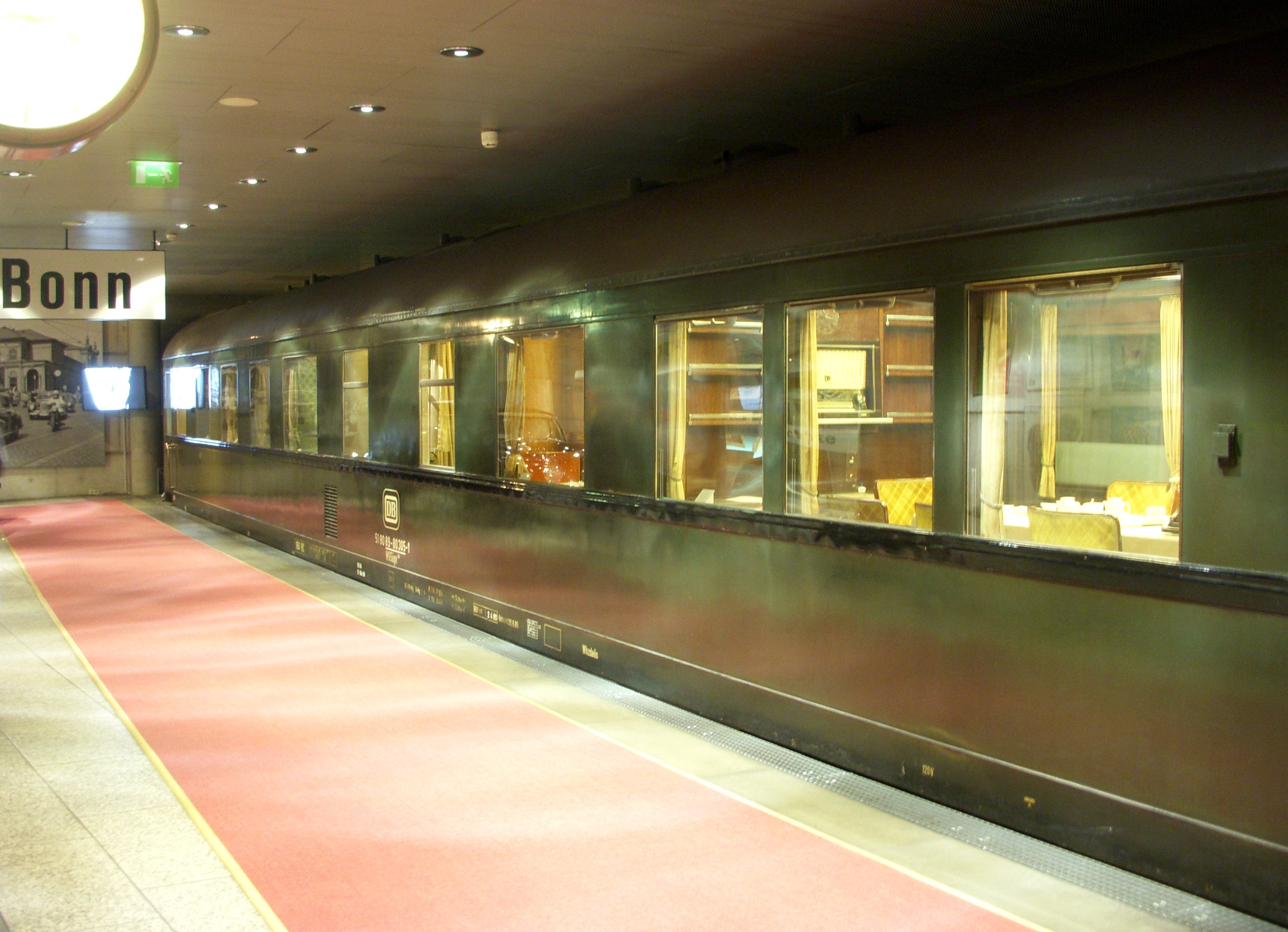
Salonwagen 10205
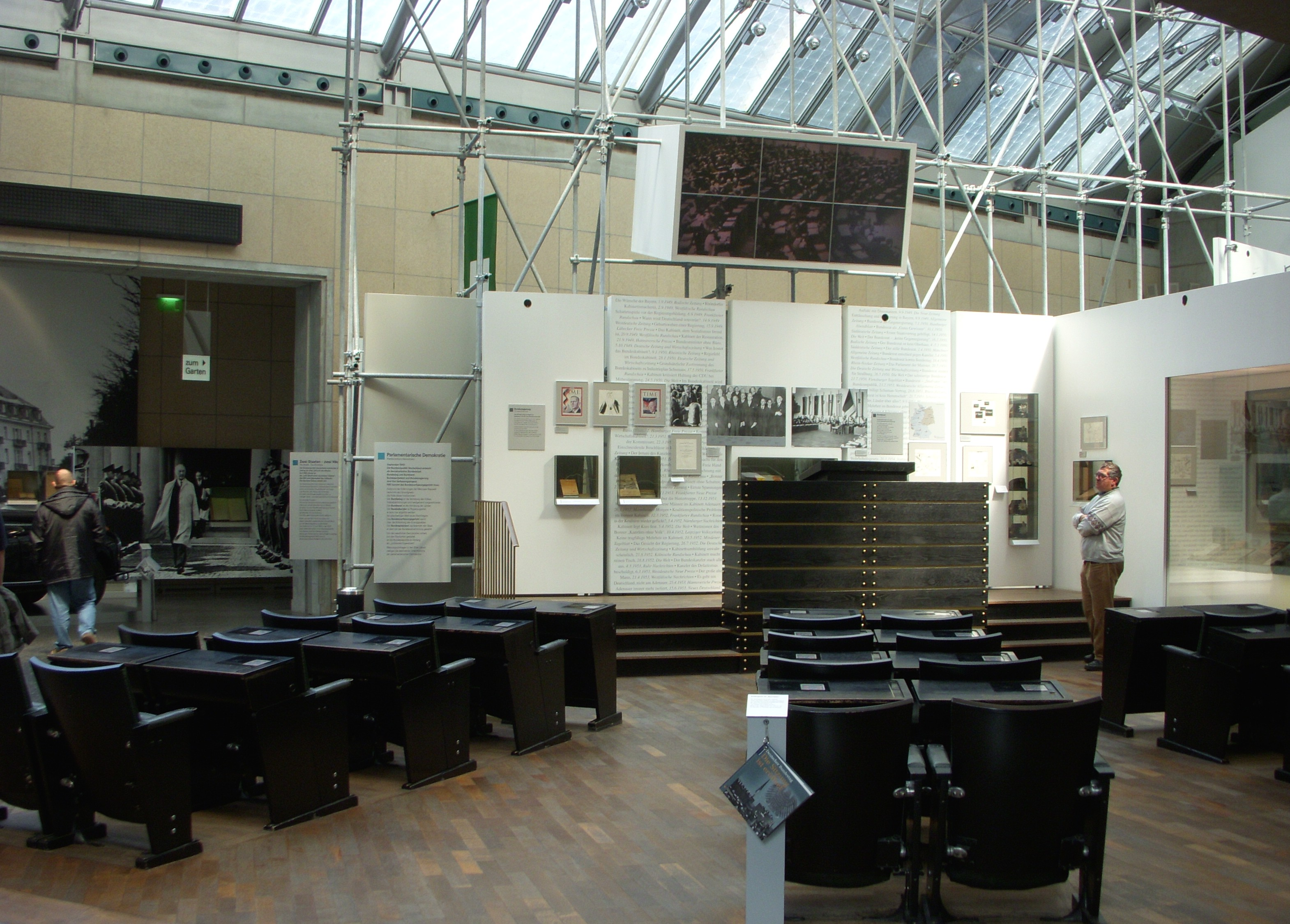
Gestühl aus dem ersten Plenarsaal
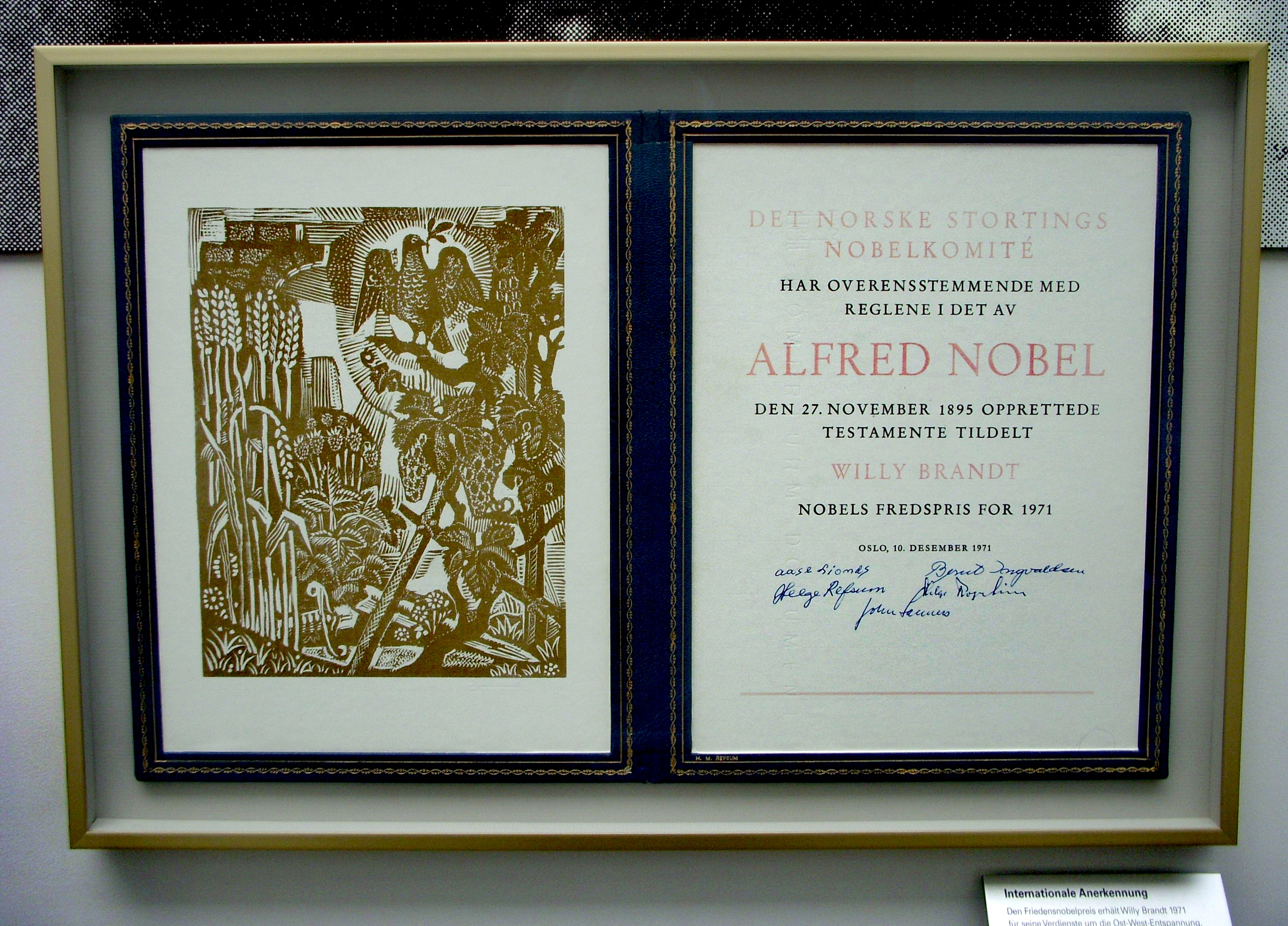
Willy Brandts Nobelpreisurkunde
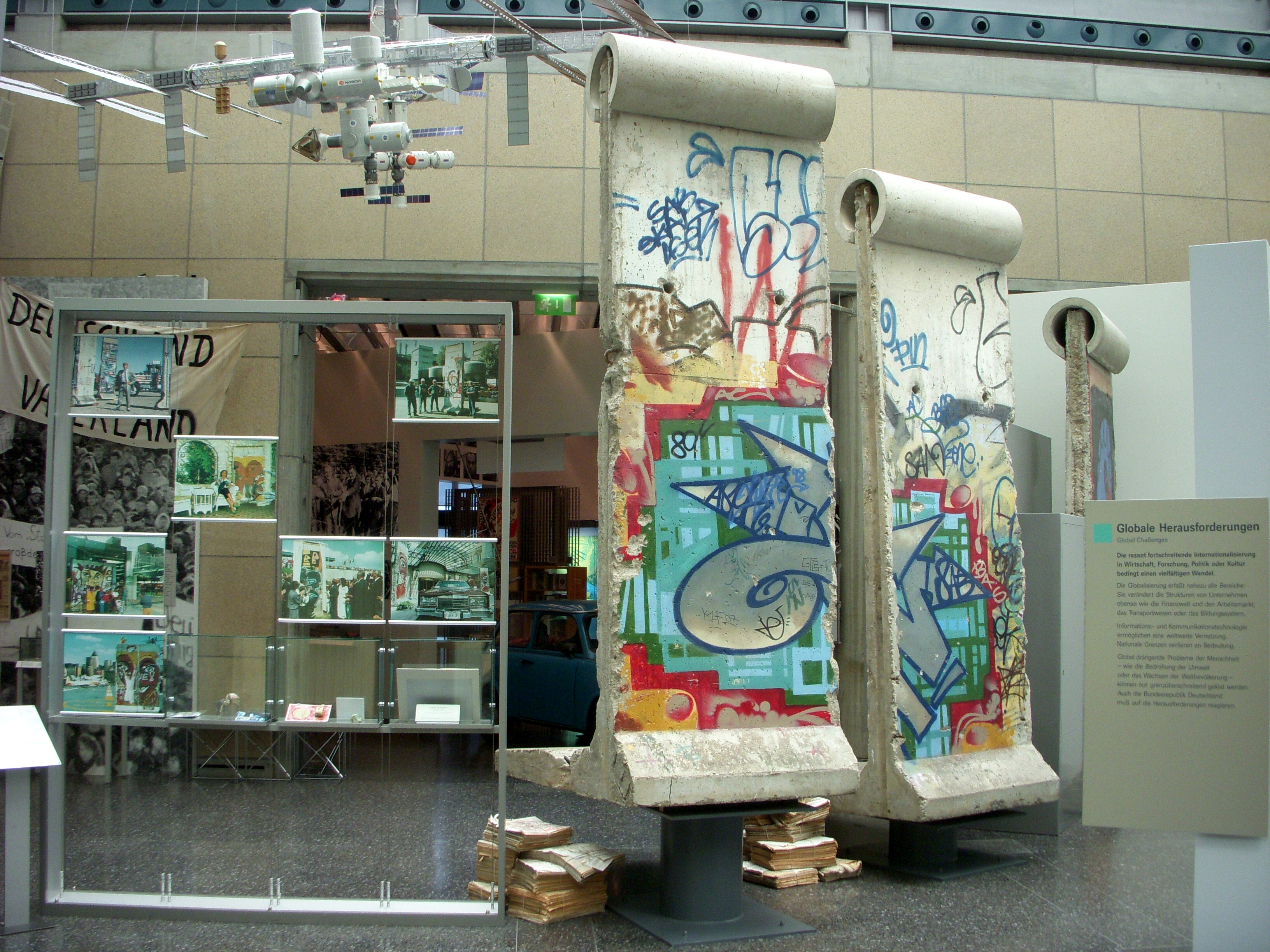
Die Berliner Mauer

## Organisation
Die Stiftung Haus der Geschichte der Bundesrepublik Deutschland wird getragen und finanziert von der Bundesrepublik Deutschland. Die vier Stiftungsorgane sind das Kuratorium, der Wissenschaftliche Beirat, der Arbeitskreis gesellschaftlicher Gruppen und der Präsident.
Das Kuratorium entscheidet als Aufsicht führendes Gremium über den Haushalt und die Grundzüge der Programmgestaltung sowie über Personalentscheidungen von wesentlicher Bedeutung. Es setzt sich drittelparitätisch aus Vertretern der Fraktionen des Deutschen Bundestages, der Bundesregierung und Repräsentanten aller Bundesländer zusammen. Die Beteiligung der Länder trägt ihrer Kulturhoheit Rechnung. Vorsitzender des Kuratoriums ist Konrad Schmidt-Werthern, Ministerialdirektor bei dem Beauftragten der Bundesregierung für Kultur und Medien.
Der Wissenschaftliche Beirat (Vorsitzender Joachim Scholtyseck) berät das Kuratorium und den Präsidenten der Stiftung im Rahmen des gesetzlichen Auftrags vor allem bei der konzeptionellen Vorbereitung der Wechselausstellungen und der inhaltlichen Arbeit an der Dauerausstellung. Der Wissenschaftliche Beirat, dem Historiker, Politikwissenschaftler, Juristen und Museumsfachleute angehören, ist ein wichtiger Garant für die Unabhängigkeit der Stiftung von politischer Einflussnahme.
Der Arbeitskreis gesellschaftlicher Gruppen (Vorsitzende Regine Möbius) versteht sich als Interessenvertretung der Besucher. Eine Vielzahl gesellschaftlich relevanter Kräfte, darunter die großen Religionsgemeinschaften, Arbeitgeber- und Arbeitnehmerverbände, Vertreter des Bundeszuwanderungs- und Integrationsrates, des Zentralrats der Muslime, des Deutschen Frauenrats, des Deutschen Kulturrats, des Deutschen Sportbundes, des Bundes der Vertriebenen, des Deutschen Bundesjugendrings und der kommunalen Spitzenverbände, bündeln ihre Interessen innerhalb des Arbeitskreises, der sowohl das Kuratorium als auch den Stiftungspräsidenten berät.
Der Präsident der Stiftung, Harald Biermann, führt die Geschäfte der Stiftung und entscheidet in allen Angelegenheiten, sofern dafür nicht das Kuratorium zuständig ist.

## Wechsel- und Wanderausstellungen
Das Haus der Geschichte präsentiert zahlreiche Wechselausstellungen zu historisch relevanten, oftmals lebensweltlichen Themen in seiner Wechselausstellungshalle (große Ausstellungen) und im Foyer des Hauses (kleine Ausstellungen). Die Wechselausstellungen werden in Bonn und im Zeitgeschichtlichen Forum Leipzig gezeigt. Einige der Ausstellungen werden von Beginn an als Wanderausstellungen konzipiert bzw. nachträglich modifiziert und an interessierte Institutionen weitergegeben.
Zahlreiche Wechselausstellungen entwickelten sich zum Besuchermagneten mit mehr als 200.000 Besuchen in Bonn. Besondere Anerkennung erfuhr das Haus der Geschichte für seine Wechselausstellung Flucht, Vertreibung, Integration (2005/2006), die sich mit der Flucht und Vertreibung von Deutschen infolge des Zweiten Weltkrieges sowie ihrer anschließenden Integration in der Bundesrepublik und der DDR auseinandersetzte. Ebenfalls großer Beliebtheit erfreuten sich die Ausstellungen Bilder, die lügen (1998/1999) sowie Bilder und Macht im 20. Jahrhundert (2004) oder die Musikschauen Elvis in Deutschland (2004/2005) und Rock! Jugend und Musik in Deutschland (2006). Zuletzt zählten The American Way. Die USA in Deutschland (2013/14) und Geliebt. Gebraucht. Gehasst. Die Deutschen und ihre Autos (2017/18) zu den erfolgreichsten Ausstellungen des Hauses.
Seit 2001 zeigt das Haus der Geschichte und seit 2002 auch das Zeitgeschichtliche Forum Leipzig jährlich die Ausstellung Rückblende, die Sieger des Wettbewerbs für das beste politische Foto und die beste Karikatur.
| Titel                                                                                    | Zeitraum                                                     | Sonstiges |
| ---------------------------------------------------------------------------------------- | ------------------------------------------------------------ | --- |
| Deutschlandbilder. Das vereinigte Deutschland in der Karikatur des Auslands              | 15. Juni 1994 bis 9. Oktober 1994                            | Erste Wechselausstellung |
| SpielZeitGeist. Spiel und Spielzeug im Wandel                                            | 9. Dezember 1994 bis 17. April 1995                          | |
| Kriegsgefangene – Wojennoplennyje                                                        | 1. Juni 1995 bis 8. Oktober 1995                             | Weitere Ausstellungsstation in Moskau |
| Deutsche sehen Deutsche                                                                  | 3. November bis 19. November 1995                            | Die Ausstellung wurde auch im Goethe-Institut in Moskau gezeigt |
| Blende auf! – Jugendfotografie in Deutschland von 1960 bis 1995                          | 15. November 1995 bis 21. Januar 1996                        | |
| Ansichten zu Deutschland – Fotografische Porträts von Konrad Hoffmeister                 | 17. November 1995 bis Januar 1996                            | |
| Annäherungen. Deutsche und Polen 1945–1995                                               | 8. März 1996 bis 5. Mai 1996                                 | Die Ausstellung wurde von Bundespräsident Roman Herzog und dem polnischen Präsidenten Aleksander Kwaśniewski präsentiert                                                                  |
| Endlich Urlaub! Die Deutschen reisen                                                     | 6. Juni 1996 bis 13. Oktober 1996                            | |
| 1936 – Die Olympischen Spiele und der Nationalsozialismus                                | 14. November 1996 bis 26. Januar 1997                        | Mit Filmen, Dokumenten und Fotos aus mehr als 150 deutschen und ausländischen Archiven |
| Als Mickey Mouse nach Deutschland kam                                                    | 6. Dezember 1996 bis 12. Januar 1997                         | |
| Wir sind wieder wer. Die Fünfziger – Fotografien aus dem Wirtschaftswunderland           | 31. Januar 1997 bis 1. Juni 1998                             | 90 Fotografien der Düsseldorfer Bildagentur Schirner |
| Markt oder Plan. Wirtschaftsordnungen in Deutschland 1945–1961                           | 14. März 1997 bis 8. Juni 1997                               | |
| Juden in Deutschland heute – Fotografien von Edward Serotta                              | 30. April bis 30. Mai 1997                                   | Weltweite Wanderausstellung |
| By the way – Fotografien amerikanischer Soldaten in Deutschland                          | 11. Juli bis 31. August 1997                                 | |
| Ungleiche Schwestern? Frauen in Ost- und Westdeutschland                                 | 9. Oktober 1997 bis 8. März 1998                             | Weitere Ausstellungsstation in Dresden |
| …allez hopp! Straßenkunst der Nachkriegszeit                                             | 12. Dezember 1997 bis 22. Februar 1998                       | |
| Kombiniere: Nick Knatterton                                                              | 3. April bis 3. Mai 1998                                     | Ausstellung des Wilhelm-Busch-Museums, Hannover |
| Vis à vis: Deutschland und Frankreich                                                    | 4. Juni 1998 bis 20. September 1998                          | Weitere Ausstellungsstation in Paris |
| Heimat Deutschland – Fotografien von Mehmet Üna                                          | 17. Juni 1998 bis April 1999                                 | Sammlung von Porträts mit dazugehörigen Geschichten |
| Rheingold – ein europäischer Luxuszug                                                    | 31. Juli bis 4. Oktober 1998                                 | Ausstellung des DB-Museums in Nürnberg |
| Bilder, die lügen                                                                        | 27. November 1998 bis 28. Februar 1999                       | |
| 40+10. Fünfzig Jahre deutsche Geschichte                                                 | 8. Januar 1999 bis 6. Februar 2000                           | Wanderausstellung des Hauses der Geschichte in 26 Städten |
| Künstliche Versuchung: Nylon – Perlon – Dederon                                          | 23. April bis 22. August 1999                                | |
| Klar-Sichten – Fotos aus drei Generationen 1945–1999. Willi, Dieter und Reto Klar        | 4. Mai 1999 bis April 2000                                   | Wanderausstellung |
| Einigkeit und Recht und Freiheit – Wege der Deutschen 1949–1999.                         | 25. Mai bis 3. Oktober 1999                                  | Im Martin-Gropius-Bau, Berlin: Gemeinschaftsausstellung des Deutschen Historischen Museums, des Hauses der Geschichte und der Kunst- und Ausstellungshalle der Bundesrepublik Deutschland |
| Krauts – Fritz – Piefkes …? Deutschland von außen                                        | 19. November 1999 bis 26. März 2000                          | Rund 600 Exponate zu unterschiedlichsten Assoziationen, die mit Deutschland verbunden sind                                                                                                |
| Geteilt – vereint – gefunden – Orte deutscher Geschichte in den neuen Bundesländern      | 30. März 2000 bis 7. Mai 2000                                | |
| Spuren der Macht – Die Verwandlung des Menschen durch das Amt. Eine Langzeitstudie.      | 12. Mai bis 3. September 2000                                | Fotografien von Herlinde Koelbl |
| Östlich von Eden – Von der DDR nach Deutschland 1974–1999                                | 24. Mai 2000 bis Sommer 2001                                 | Fotoausstellung |
| Rückkehr in die Fremde? Remigranten und Rundfunk in Deutschland 1945–1955                | 15. Juni bis 30. Juli 2000                                   | Gastausstellung des Deutschen Rundfunkarchivs |
| Lindenstraße                                                                             | 8. August bis 27. August 2000                                | Ausgewählte Requisiten, Kostüme und andere Utensilien aus den ersten 750 Folgen der Serie                                                                                                 |
| Deutschland – Niederlande. Heiter bis wolkig                                             | 22. November 2000 bis 16. April 2001                         | In Zusammenarbeit mit dem Rijksmuseum Amsterdam |
| Miss Germany – Eine schöne Geschichte                                                    | 8. Dezember 2000 bis 25. Februar 2001                        | |
| Adenauer mit Zacken und Kanten                                                           | 10. Januar bis 23. Februar 2001                              | |
| frauenobjektiv: Fotografinnen 1940 bis 1950                                              | 18. Mai bis 29. Juli 2001                                    | Werke aus unterschiedlichen Arbeitsbereichen bekannter und bisher unbekannter Frauen |
| Prominente in der Werbung – Da weiß man, was man hat                                     | 23. November 2001 bis 7. April 2002                          | |
| Lili Marleen – Ein Schlager macht Geschichte                                             | 7. Dezember 2001 bis 10. Februar 2002                        | |
| Pielerts Panorama. Karikaturen von Adenauer bis Schröder                                 | 4. April bis 28. April 2002                                  | |
| Botschaften – 50 Jahre Auslandsbauten der Bundesrepublik Deutschland                     | 9. April bis 28. April 2002                                  | Die Ausstellung ist eine Produktion des Deutschen Architektur Museums in Frankfurt |
| Jugendjahre: Teens und Twens zwischen 1950 und 2000                                      | 27. September 2001 bis 2002                                  | 65 Momentaufnahmen aus den Bildarchiven der Deutschen Presse-Agentur (dpa) |
| Fotoanschlag – Vier Generationen ostdeutscher Fotografen                                 | 15. Mai bis 25. August 2002                                  | |
| … und lehret alle Völker … Die Bibel: 2000 Jahre zeitgemäß                               | 28. November 2002 bis 14. Februar 2003                       | Veranstaltung der Konrad-Adenauer-Stiftung mit einer Reihe von Vorträgen und eine Präsentation ausgewählter Bibeln                                                                        |
| Leni Riefenstahl                                                                         | 13. Dezember 2002 bis 2. März 2003                           | |
| Am siebten Tag. Geschichte des Sonntags                                                  | 25. Oktober 2002 bis 21. April 2003                          | |
| Die Meute: Macht und Ohnmacht der Medien                                                 | 20. Juni 2002 bis 27. April 2003                             | |
| Zeichnungen von Helmuth Ellgaard – Schenkung an das Haus der Geschichte                  | 10. April 2003 bis 2. Mai 2003                               | Helmuth Ellgaards Sohn Peter hatte dem Haus der Geschichte mehr als 250 Arbeiten des 1980 verstorbenen Künstlers übergeben                                                                |
| Unverschämtes Glück – Fotos von Robert Lebeck                                            | 13. Mai 2003 bis Frühjahr 2004                               | |
| your history – our history                                                               | 14. Mai 2003 bis 1. Juni 2003                                | Fotografien, Videofilme und Originaltöne, die den Alltag von Kindern und Jugendlichen, Familien und alten Menschen in den Städten dokumentieren                                           |
| Es ist nicht immer zum Lachen – Karikaturen von Dieter Hanitzsch                         | 26. Juli bis 31. August 2003                                 | |
| Duell im Dunkel. Spionage im geteilten Deutschland                                       | 23. Mai 2003 bis 5. Oktober 2003                             | |
| Jeder ist ein Fremder – fast überall                                                     | 19. November 2003 bis 15. Februar 2004                       | Europäische Wanderausstellung |
| Spuren – Sledy – Deutsche und Russen in der Geschichte                                   | 3. Dezember 2003 bis 12. April 2004                          | Die Ausstellung entstand in enger Zusammenarbeit mit dem Staatlichen Historischen Museum Moskau                                                                                           |
| Mythen für Millionen                                                                     | 20. April bis 2. Mai 2004                                    | Gastausstellung |
| Bilder und Macht im 20. Jahrhundert                                                      | 28. Mai 2004 bis 17. Oktober 2004                            | |
| Danke! – Zehn Jahre Besucher im Haus der Geschichte der Bundesrepublik Deutschland       | ab 9. Juni 2004                                              | Fast neun Millionen Menschen aus aller Welt haben das Museum für Zeitgeschichte seit 1994 besucht                                                                                         |
| Mineralwasser – Vom Gänsewein zum Trendgetränk                                           | 5. bis 17. Oktober 2004                                      | Eine Gastausstellung des Verbandes Deutscher Mineralbrunnen im Foyer |
| Elvis in Deutschland                                                                     | 21. November 2004 bis 27. Februar 2005                       | |
| Nähe und Ferne. Deutsche, Tschechen und Slowaken                                         | 3. Dezember 2004 bis 28. März 2005                           | |
| Keine Panik. Udo Lindenbergs bunte Republik                                              | 30. April bis 29. Mai 2005                                   | |
| Verfreundete Nachbarn: Deutschland – Österreich                                          | 19. Mai bis 23. Oktober 2005                                 | |
| Haneluja. Walter Hanels Karikaturen 1965–2005                                            | 8. September bis 28. September 2005                          | Anlass war der 75. Geburtstag des Künstlers im September 2005 |
| Unterm Strich – Karikatur und Zensur in der DDR                                          | 18. November 2005 bis 5. März 2006                           | |
| Flucht, Vertreibung, Integration                                                         | 3. Dezember 2005 bis 17. April 2006                          | |
| Ein Amerikaner in Deutschland – Leonard Freed                                            | 23. September 2005 bis 21. Mai 2006                          | Fotografiert im Stil der „klassischen“ Schwarz-Weiß-Reportage |
| Rock! Jugend und Musik in Deutschland                                                    | 25. Mai bis 22. Oktober 2006                                 | Gemeinsame Ausstellung mit der Bundeszentrale für politische Bildung |
| Zug um Zug. Schach – Gesellschaft – Politik                                              | 1. November 2006 bis 11. Februar 2007                        | |
| drüben. Deutsche Blickwechsel                                                            | 8. Dezember 2006 bis 9. April 2007                           | |
| Die Kunst des SPIEGEL. Die Originale der SPIEGEL-Titelbilder                             | 14. März bis 2. April 2007                                   | Eine Gastausstellung im Foyer |
| Heimat und Exil                                                                          | 25. Mai 2007 bis 14. Oktober 2007                            | |
| Das Boot. Geschichte – Mythos – Film                                                     | 16. November 2007 bis 24. Februar 2008                       | |
| Skandale in Deutschland nach 1945                                                        | 12. Dezember 2007 bis 24. März 2008                          | |
| Wilde Zeiten. Fotografien von Günter Zint                                                | 8. Mai 2007 bis 18. Mai 2008                                 | Günter Zint gilt heute als einer der wichtigsten Chronisten der „wilden“ 60er und 70er Jahre                                                                                              |
| Melodien für Millionen – Das Jahrhundert des Schlagers                                   | 9. Mai 2008 bis 5. Oktober 2008                              | |
| Beobachtungen – Der Parlamentarische Rat 1948/49. Fotografien von Erna Wagner-Hehmke     | 2. September 2008 bis 5. Oktober 2008                        | |
| Flagge zeigen? Die Deutschen und ihre Nationalsymbole                                    | 5. Dezember 2008 bis 13. April 2009                          | |
| man spricht Deutsch – Die deutsche Gegenwartssprache                                     | 12. Dezember 2008 bis 1. März 2009                           | |
| Auf die Bilder kommt es an!                                                              | 13. Juni 2008 bis 7. Juni 2009                               | Wahlkampf und politischer Alltag in Deutschland nach 1945 |
| Bilder im Kopf. Ikonen der Zeitgeschichte                                                | 21. Mai bis 11. Oktober 2009                                 | Ausstellung anlässlich des 60. Jahrestages der Verabschiedung des Grundgesetzes im Mai 1949 in Bonn                                                                                       |
| Spiegelungen. 40 Orte – 20 Namen                                                         | 26. Juni 2009 bis Mai 2010                                   | Fotografien aus Deutschland von Dieter und Reto Klar |
| Loriot – Die Hommage                                                                     | 19. September 2009 bis 28. Februar 2010                      | Anlässlich des 85. Geburtstages von Loriot: eine Ausstellung der Deutschen Kinemathek – Museum für Film und Fernsehen                                                                     |
| Hauptsache Arbeit. Wandel der Arbeitswelt nach 1945                                      | 2. Dezember 2009 bis 5. April 2010                           | |
| Wir gegen uns. Sport im geteilten Deutschland                                            | 12. Mai bis 10. Oktober 2010                                 | |
| Und dann war die Mauer weg – Fotografien von Gilles Peress                               | 22. September bis 13. Februar 2011                           | |
| Mit 17… Jung sein in Deutschland                                                         | 16. Juli 2011 bis 9. April 2012, verlängert bis 28. Mai 2012 | |
| Zeitsprung – Fotografien von Thomas Hoepker                                              | 1. Juli 2011 bis Juni 2012                                   | |
| Zeichen. Sprache ohne Worte                                                              | 9. Dezember 2011 bis 15. April 2012                          | |
| Spurenlese. Fotografien von Herlinde Koelbl                                              | 5. Juli 2012 bis 27. Januar 2013                             | |
| Muslime in Deutschland                                                                   | 10. Oktober 2012 bis Juni 2013                               | |
| Science Fiction in Deutschland                                                           | 23. November 2012 bis 1. April 2013                          | |
| The American Way. Die USA in Deutschland                                                 | 21. März 2013 bis 2. Februar 2014                            | |
| wir sind wir – Deutsche in Ost und West                                                  | 25. Juni 2013 bis Juni 2014                                  | Fotografien von Stefan Moses |
| Is(s) was?! Essen und Trinken in Deutschland                                             | 28. März 2014 bis 12. Oktober 2014                           | |
| Aufbruch im Osten                                                                        | 28. Juni 2014 bis Juni 2015                                  | Fotografien von Harald Schmitt |
| Festakt oder Picknick? Deutsche Gedenktage                                               | 3. Oktober 2014 bis 6. April 2015                            | |
| Immer bunter. Einwanderungsland Deutschland                                              | 10. Dezember 2014 bis 9. August 2015                         | |
| Schamlos? Sexualmoral im Wandel                                                          | 30. Mai 2015 bis 3. April 2016                               | |
| Schalom. 3 Fotografen sehen Deutschland. Holger Biermann, Rafael Herlich, Benyamin Reich | 21. August 2015 – Juni 2016                                  | |
| Unter Druck! Medien und Politik                                                          | 3. Oktober 2015 bis 17. April 2016                           | |
| Traum und Tristesse. Vom Leben in der Platte                                             | 29. Januar 2016 bis 22. Mai 2016                             | Fotografien von Harald Kirschner |
| Inszeniert. Deutsche Geschichte im Spielfilm                                             | 9. Juni 2016 bis 15. Januar 2017                             | |
| Mein Deutschland. Deutscher Jugendfotopreis                                              | 30. Juni 2016 bis 16. Oktober 2016                           | Eine Ausstellung des Deutschen Historischen Museums, Berlin, und des Deutschen Kinder- und Jugendfilmzentrums, Remscheid                                                                  |
| Ab morgen Kameraden! Armee der Einheit                                                   | 6. Juli 2016 bis 12. Februar 2017                            | |
| Neue Alte                                                                                | 1. September 2016 bis 15. Juli 2017                          | Fotografien von Ute Mahler, ergänzt um Installationen von Edith Micansky |
| Zuhause ist ein fernes Land                                                              | 18. November 2016 bis 2. April 2017                          | Fotografien von Gundula Schulze Eldowy |
| Geliebt. Gebraucht. Gehasst. Die Deutschen und ihre Autos                                | 10. März 2017 bis 21. Januar 2018                            | |
| Revolte!                                                                                 | 30. Juni 2017 bis 11. März 2018                              | Fotografien von Ludwig Binder |
| Mein Verein                                                                              | 6. September 2017 bis 4. März 2018                           | |
| Wüstes Land                                                                              | 3. November 2017 bis 22. April 2018                          | Fotografien J Henry Fair / Trash-People HA Schult |
| Deutsche Mythen seit 1945                                                                | 16. März 2018 bis 14. Oktober 2018                           | |
| Relikte des Kalten Krieges                                                               | 16. Mai 2018 bis 26. August 2018                             | Fotografien von Martin Roemers |
| Angst. Eine deutsche Gefühlslage?                                                        | 10. Oktober 2018 bis 19. Mai 2019                            | |
| Made in England                                                                          | 7. Dezember 2018 bis 10. November 2019                       | Fotografien von Peter Dench |
| Very British. Ein deutscher Blick                                                        | 10. Juli 2019 – März 2020                                    | |
| Zugespitzt. Kanzler in der Karikatur.                                                    | 25. September 2019 bis 10. Mai 2020                          | |
| In unserem Land                                                                          | 27. November 2019 bis 21. Juni 2021                          | Fotografien von Hans-Jürgen Burkard |
| Die Lindenstraße: Erfolg in Serie                                                        | 17. September 2020 bis 31. Januar 2021                       | Objektpräsentation |
| Wähl mich! Parteien plakatieren                                                          | 17. Juni 2021 bis 3. Oktober 2021                            | |
| Hits und Hymnen. Klang der Zeitgeschichte                                                | 17. März 2021 bis 10. Oktober 2021                           | |
| Heimat. Eine Suche                                                                       | 11. Dezember 2021 bis 8. Januar 2023                         | |
| Aus Deutschlands Provinzen                                                               | 28. Juni 2021 bis März 2023                                  | Fotografien von Carreño Hansen, Stolzenwald und Werner |
| #DeutschlandDigital                                                                      | 24. März 2023 bis 7. April 2024                              | |
| Nach Hitler. Die deutsche Auseinandersetzung mit dem Nationalsozialismus                 | 18. September 2024 bis 26. Januar 2026                       | |

## LeMO – Lebendiges Museum Online
Das Lebendige Museum Online (LeMO) ist das Online-Portal zur deutschen Geschichte. Es wird betrieben vom Haus der Geschichte der Bundesrepublik Deutschland und dem Deutschen Historischen Museum in Kooperation mit dem Bundesarchiv. LeMO umfasst die Zeit vom 19. Jahrhundert bis zur Gegenwart. Das Online-Portal bietet Informationen und Materialien zur deutschen Geschichte in Form von Objektabbildungen, Zeitzeugen-Berichten, Überblicks- und Vertiefungstexten, sowie eine Vielzahl originaler Foto- und Filmdokumente. Hinzu kommen Biografien zu Politikern, Künstlern, Wissenschaftlern und anderen besonderen Persönlichkeiten der Zeitgeschichte. Die Jahreschroniken ermöglichen eine schnelle Übersicht über jedes Jahr seit 1815. In der Kategorie „LeMO Lernen“ werden didaktische Materialien zur Verfügung gestellt, die in der Schule oder als Vor- und Nachbereitung eines Museumsbesuchs genutzt werden können.

## Zeitzeugenportal
Seit Juli 2017 können auf der Online-Plattform Zeitzeugenportal rund 8.000 Videoclips mit Berichten von Zeitzeuginnen und Zeitzeugen abgerufen werden. Ein Großteil der aktuellen Zeitzeugenberichte stammt aus dem Projekt „Unsere Geschichte. Das Gedächtnis der Nation e. V.“, dessen Bestand an die Stiftung übertragen wurde. Das Zeitzeugenportal wurde von der Beauftragten der Bundesregierung für Kultur und Medien, Monika Grütters, initiiert. Ziel des Projekts ist es, bestehende Zeitzeugeninterviews zu sichern, online verfügbar zu machen, um neue Perspektiven zu erweitern und so die Erinnerung für künftige Generationen zu bewahren.

## Weitere Online-Projekte
Die 2017 gegründete Abteilung „Digitale Dienste“ der Stiftung betreibt neben LeMO und dem Zeitzeugenportal weitere Online-Projekte. Einige sind abgeschlossene Projekte, wie die Seite „Beobachtungen. Der Parlamentarische Rat 1948/1949“, die mit Fotografien von Erna Wagner-Hehmke die Beratungen des Parlamentarischen Rates über das Grundgesetz dokumentiert. Ebenfalls als abgeschlossenes Projekt gilt „Orte der Repression“. Dieses Internetportal gibt einen Überblick über historische Orte, Gedenkstätten und Museen, die an die Opfer der Repressionen in der Sowjetischen Besatzungszone und in der DDR erinnern. Das nach LeMO älteste Online-Projekt der Stiftung ist das Karikaturen-Portal „Geteilt – Vereint. 50 Jahre deutsche Frage in Karikaturen des Hauses der Geschichte“, das sich noch im originalen Webdesign von 1999 online befindet.
Ständig erweitert und auf dem aktuellsten Stand gehalten werden die Online-Portale „Weg der Demokratie“, das für die Demokratie in der Bundesrepublik wichtige Orte in Bonn vorstellt und Routen vorschlägt, sowie das 2021 an den Start gegangene Projekt Landshut77.de, das die Geschichte der Entführung und Befreiung des Passagier-Flugzeugs „Landshut“ multimedial aus der Sicht von Zeitzeuginnen und Zeitzeugen erzählt. Die Stiftung Haus der Geschichte betreibt außerdem seit 2020 den Podcast „Zeitgeschichte(n) – Der Museumspodcast“.
„Orte der Einheit“ ist eine interaktive Webseite, die die Geschichte der friedlichen Revolution und Wiedervereinigung Deutschlands in Berlin audio-visuell erfahrbar macht. Die Website ist für die mobile Nutzung unterwegs optimiert. An 30 historischen Orten wird in Audiostücken von der friedlichen Revolution, der politischen Annäherung und den bis heute andauernden Transformationsprozessen erzählt. Ergänzt werden diese Geschichten durch persönliche Berichte von Zeitzeuginnen und Zeitzeugen sowie Fotografien und Objekten aus der Museumssammlung. Die Webseite ist seit September 2022 online.

## Auszeichnungen
Seit seiner Eröffnung wurde das Haus der Geschichte vielfach für seine Arbeit ausgezeichnet. Deutlichstes Urteil für die Qualität des Museums war die Empfehlung 1283 des Europarates aus dem Jahre 1996, überall in Europa nationale Geschichtsmuseen nach dem Vorbild des Hauses der Geschichte in Bonn zu errichten.
- Das Zeitzeugenportal der Stiftung Haus der Geschichte wurde 2018 mit dem „Red Dot: Best of the Best“ ausgezeichnet. Damit gehört das Projekt in diesem Wettbewerb zu den Besten im Kommunikationsdesign.[26] Daneben erhielt das Portal bereits den Annual Media Award, den iF Design Award und den German Brand Award.
- 2012 erhielt die Stiftung das „Zertifikat für Exzellenz“ von Tripadvisor.
- Für den Relaunch des Online-Portals Lebendiges Museum Online (LeMO) wurde die Stiftung Haus der Geschichte 2014 im Rahmen des internationalen Wettbewerbs Corporate Media mit dem Master of Excellence prämiert. Zudem erhielt sie dort den Sonderpreis Master of Communication Europe für wiederholte Auszeichnungen von Online-Projekten der Stiftung.
- Für das Internetportal Orte der Repression in SBZ und DDR erhielt das Haus der Geschichte im Rahmen des internationalen Wettbewerbs Corporate Media 2011 den Preis Master of Excellence.
- 2002 wurde der 360°-Video-Rundgang Erlebnis Geschichte. Unterwegs im Museum für Zeitgeschichte und im Jahre 2000 das Internet-Projekt Lebendiges Museum Online (LeMO) mit dem Master of Excellence in der Kategorie New-media-gestützte Kommunikationskonzepte durch die Corporate Media ausgezeichnet.[24]
- 1995 den Museumspreis des Europarates

## Römischer Keller
Bei Beginn der Bauarbeiten für das Haus der Geschichte im Jahr 1989 stießen Archäologen auf einen gut erhaltenen römischen Keller aus dem 2. Jahrhundert nach Christus. Es wurden zahlreiche Funde aus dem römischen Bonn sichergestellt. Möglicherweise handelt es sich um den Vorratskeller einer Taverne oder Garküche, die zu der zivilen Siedlung, dem „vicus Bonnensis“, gehörte.
Zwischen dem 1. und dem 3. Jahrhundert erstreckte sich auf dem Gebiet des ehemaligen Regierungsviertels in Bonn eine römische Siedlung. Während der Bauarbeiten am World Conference Center Bonn wurden 2006 Teile weiterer Gebäude entdeckt, darunter eine Thermenanlage und ein gallo-römischer Umgangstempel. Diese Funde verliehen auch dem römischen Keller im Haus der Geschichte neue Bedeutung: Sie stammen nicht nur von einer kleinen Handwerkersiedlung; vielmehr zeigen sie erste städtische Strukturen auf.
Der römische Keller ist in den Museumsbau integriert und soll das antike Fundament, auf dem auch die europäische Geschichte in vielen Dingen bis heute fußt, verdeutlichen.

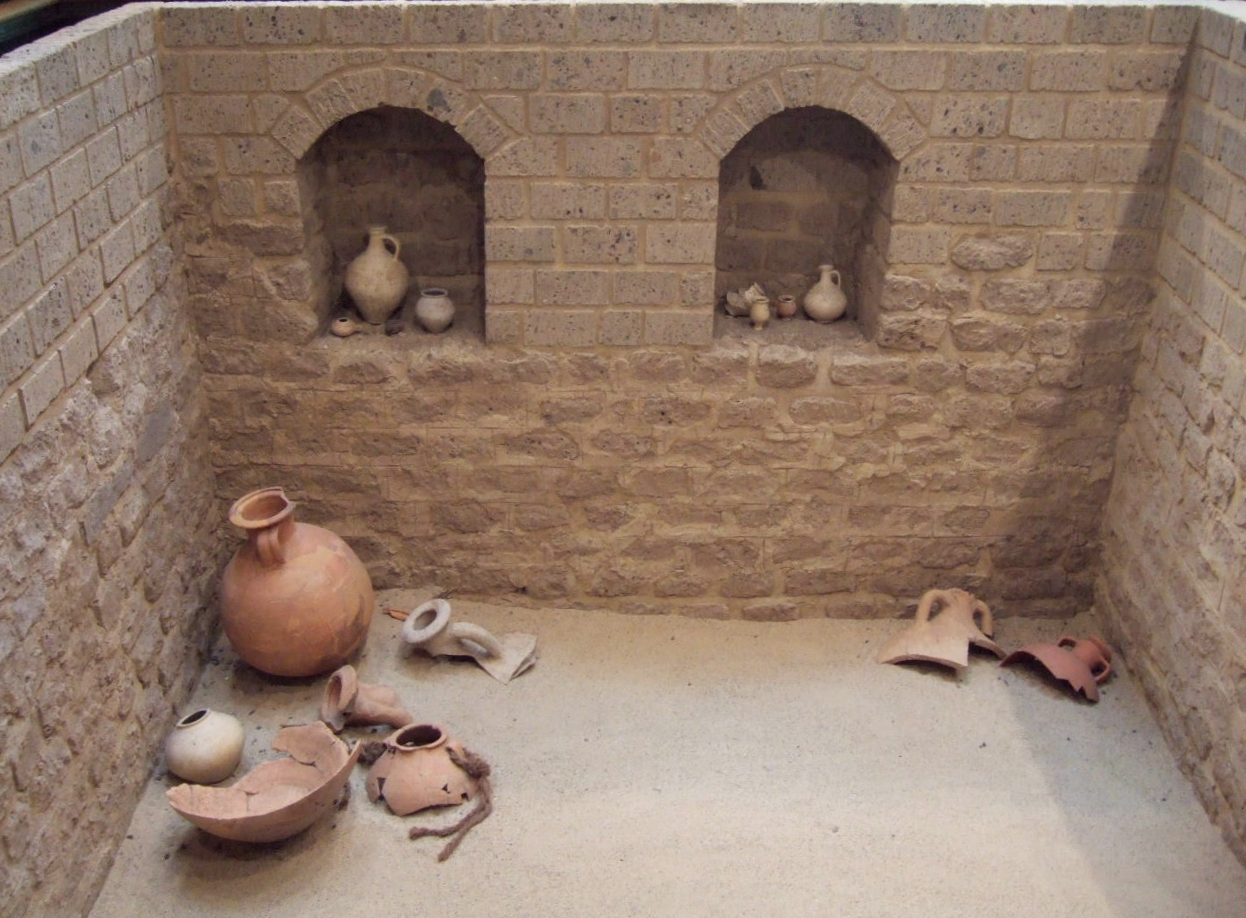
Keller eines römischen Hauses
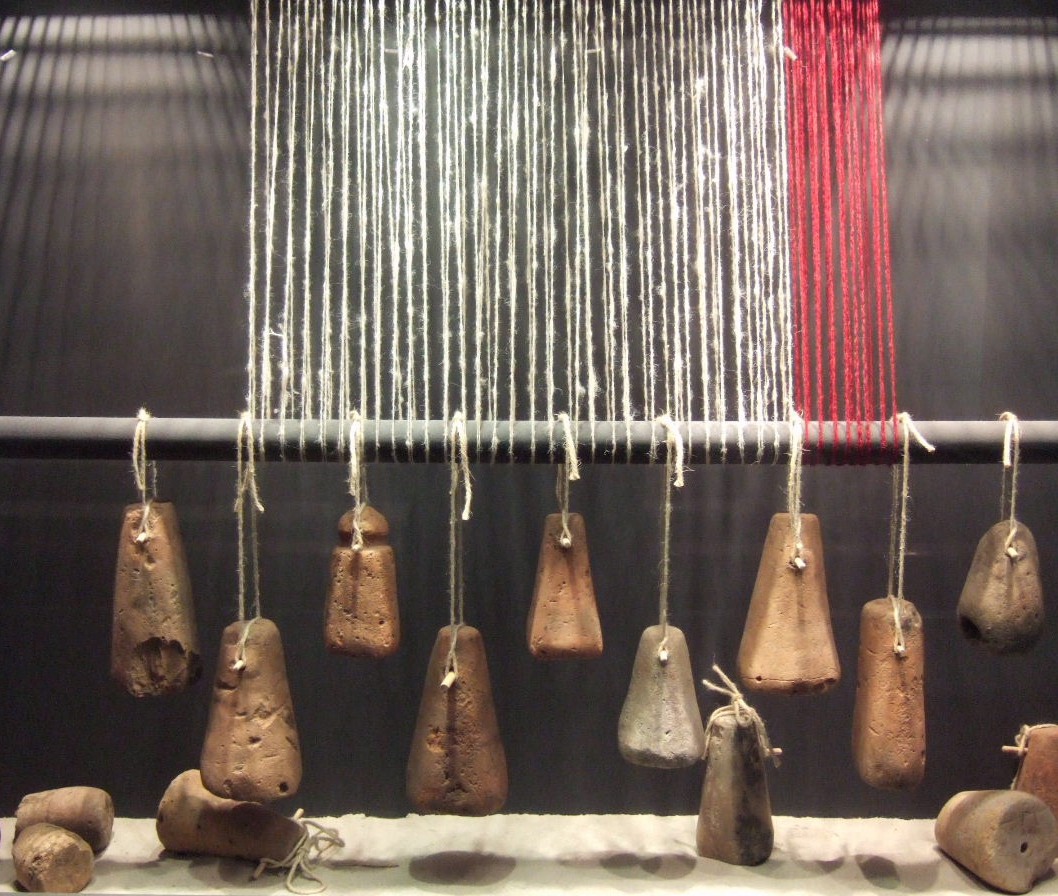
Römischer Webstuhl
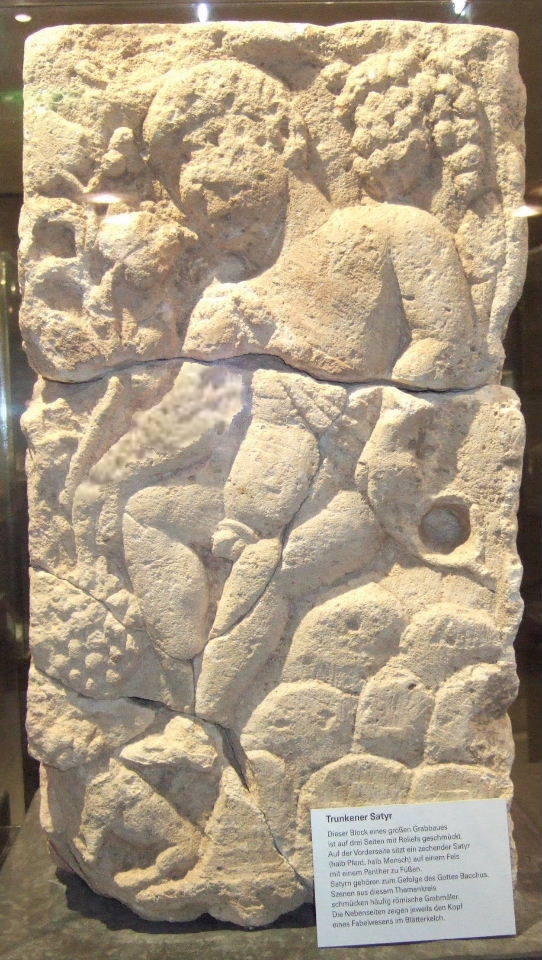
Trunkener Satyr

## Philatelistisches
Mit dem Erstausgabetag 6. Juni 2019 gab die Deutsche Post AG zum 25-jährigen Bestehen des Hauses der Geschichte ein Postwertzeichen im Nennwert von 260 Eurocent heraus. Der Entwurf stammt vom Grafiker Stefan Guzy aus Berlin.

## Filme
- Museumsmeile Bonn: Kunstmuseum und Haus der Geschichte (= Museums-Check. Folge 35). Reportage, 30 Min., Moderation: Markus Brock, Produktion: 3sat. Erstausstrahlung: 22. November 2015.[28]

## Veröffentlichungen (Auswahl)
- Stiftung Haus der Geschichte der Bundesrepublik Deutschland (Hrsg.): Unsere Geschichte. Deutschland seit 1945, Kerber Verlag, Bielefeld 2012, ISBN 978-3-86678-763-6.
- Stiftung Haus der Geschichte der Bundesrepublik Deutschland, Zeitgeschichtliches Forum Leipzig (Hrsg.): Demokratie jetzt oder nie! Diktatur-Widerstand-Alltag. 2., umfassend überarbeitete und aktualisierte Auflage. Leipzig 2008, ISBN 978-3-361-00644-7.
- Stiftung Haus der Geschichte der Bundesrepublik Deutschland (Hrsg.): Bericht 2015–2016. Bonn 2016.
- Stiftung Haus der Geschichte der Bundesrepublik Deutschland (Hrsg.): Immer bunter. Einwanderungsland Deutschland (= Begleitbuch zur gleichnamigen Ausstellung), Nünnerich-Asmus Verlag & Media GmbH, Mainz 2014, ISBN 978-3-943904-92-5.
- Stiftung Haus der Geschichte der Bundesrepublik Deutschland (Hrsg.): Unter Druck! Medien und Politik (= Begleitbuch zu gleichnamigen Ausstellung), Kerber Verlag, Bielefeld 2014, ISBN 978-3-7356-0045-5.
- Stiftung Haus der Geschichte der Bundesrepublik Deutschland (Hrsg.): Deutsche Mythen seit 1945 (= Begleitbuch zur gleichnamigen Ausstellung), Kerber Verlag, Bielefeld 2016, ISBN 978-3-7356-0274-9.
- Stiftung Haus der Geschichte der Bundesrepublik Deutschland (Hrsg.): Inszeniert. Deutsche Geschichte im Spielfilm (= Begleitbuch zur gleichnamigen Ausstellung), Kerber Verlag, Bielefeld 2016, ISBN 978-3-7356-0273-2.
- Stiftung Haus der Geschichte der Bundesrepublik Deutschland (Hrsg.): Geliebt. Gebraucht. Gehasst. Die Deutschen und ihre Autos. (= Begleitbuch zur gleichnamigen Ausstellung), Sandstein Verlag, Dresden 2017, ISBN 978-3-95498-298-1.

Beispiele aus der Publikationsreihe Zeitgeschichte(n), in der Exponate und Ausstellungen der Stiftung vorgestellt werden:
- Das Bundeskanzleramt in Berlin. An einem Ort mit Geschichte, hrsg. von der Stiftung Haus der Geschichte der Bundesrepublik Deutschland, Bonn 2017.
- Alltag in der DDR. Museum in der Kulturbrauerei, hrsg. von der Stiftung Haus der Geschichte der Bundesrepublik Deutschland, Bonn 2017.
- Tränenpalast. Ort der deutschen Teilung, hrsg. von der Stiftung Haus der Geschichte der Bundesrepublik Deutschland, Bonn 2015. 2017 auch in englischer Fassung erschienen.
- Römischer Keller. Neue Funde-neue Fragen, hrsg. von der Stiftung Haus der Geschichte der Bundesrepublik Deutschland, Bonn 2015.
- Palais Schaumburg, Von der Villa zum Kanzlersitz, hrsg. von der Stiftung Haus der Geschichte der Bundesrepublik Deutschland, Bonn 2013.
- Salonwagen 10205. Von der Schiene ins Museum, hrsg. von der Stiftung Haus der Geschichte der Bundesrepublik Deutschland, 4. Auflage, Bonn 2007.
- Vespa & Co. Motorroller im Haus der Geschichte, hrsg. von der Stiftung Haus der Geschichte der Bundesrepublik Deutschland, Bonn 2004.
- VW Käfer…und läuft und läuft und läuft, hrsg. von der Stiftung Haus der Geschichte der Bundesrepublik Deutschland, Bonn 2005.
- Adenauer 300. Geschichte eines Dienstwagens, hrsg. von der Stiftung Haus der Geschichte der Bundesrepublik Deutschland, 2. überarbeitete Auflage, Bonn 2003.